# 马家河乡
马家河乡，是中华人民共和国陕西省延安市延川县一个已撤销的乡级行政区。
2015年，陕西省民政厅批复同意撤销马家河乡，将其所辖的杜木塬、贺家河、木军沟、安家塬、坡石河、格奴山渠6个村划归文安驿镇，贺家塬、上佛腰、下佛腰、梅家山、阳山河、瓦河、干家河、杜家河、滑河、普则塬10个村划归杨家圪坮镇，李家河、庞家河、中塬、小园则、寺河、圪图河、李家迁、刘家、马家河、高家塬、郭家河、干北塬、王家河、贯头、牛木塬、古寺、玉龙河、王家塬、崾头、玉龙塬、陈家河21个村划归延水关镇，南河、曹家圪崂2个村划归大禹街道办事处。